# Dorshout
Dorshout (Veghels dialect: Torsend) is een buurtschap  en bedrijventerrein in de Noord-Brabantse gemeente Meierijstad.

## Ligging
De buurtschap Dorshout is gelegen ten noordwesten van de kern Veghel langs de oevers van de Aa.

### Bedrijventerrein Dorshout
Dorshout is tevens de naam van het nabijgelegen Bedrijventerrein Dorshout. Deze ligt ingeklemd tussen het Duits Lijntje en bedrijventerrein de Amert in het noorden, de N.C.B.-laan en industrieterrein Oude Haven in het zuiden, de N279 en Zuid-Willemsvaart in het westen, en de Oranjewijk in het oosten.

Voor lange tijd was het distributiecentrum van Kruidvat, voor Zuid-Nederland, er gevestigd, echter heeft dat bedrijf al haar distributietaken gecentraliseerd, en bedient het haar vestigingen tegenwoordig alleen nog vanuit Heteren. De hoofdvestiging van Nutrifeed is op bedrijventerrein Dorshout gevestigd, een dochterbedrijf en merk van FrieslandCampina.

## Geschiedenis
Dit typisch Meierijs stukje Veghel behoort tot de oudste buurtschappen in de gemeente. Mogelijk is het ontstaan als een zogenaamde plaetse. In vroeger tijden werd Dorshout altijd vermeld onder de naam Torhout of Dorhout. De benaming in het Veghels dialect luidt nog altijd "Torsend".
De Rooise koster Brock beschrijft Dorshout als:
Een welbebouwde buurt. Ten westen van, en digt bij het dorp (Veghel) gelegen
Typerend voor Dorshout was het agrarische karakter van de buurtschap. Het bestond uit grote boerenhoeven, waaronder de Cruysbroedershoeve (vermelding 15e eeuw). Het landschap rond Dorshout werd bepaald door het kleinschalig beekdallandschap van de Aa, waarlangs de zogenaamde Dorshoutse beemden gelegen waren. Ten westen van Dorshout is in de 17e-19e eeuw veel gemeentelijke grond ontgonnen, waardoor een tamelijk rationeel landschap omzoomd door populieren ontstond.
In de huidige Sluisstraat te Veghel lag een kapel die gewijd was aan Sint-Sebastianus. Deze kapel werd ook De Dorshoutse kapel genoemd. Mogelijk vanwege de ligging van de kapel ten zuiden van de buurtschap Dorshout. De kapel is rond 1800 verdwenen, maar volgens Brock was de standplaats rond 1825 nog kennelijk.

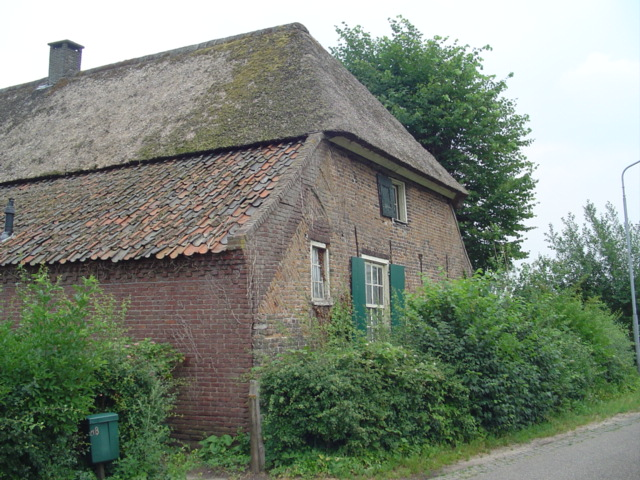
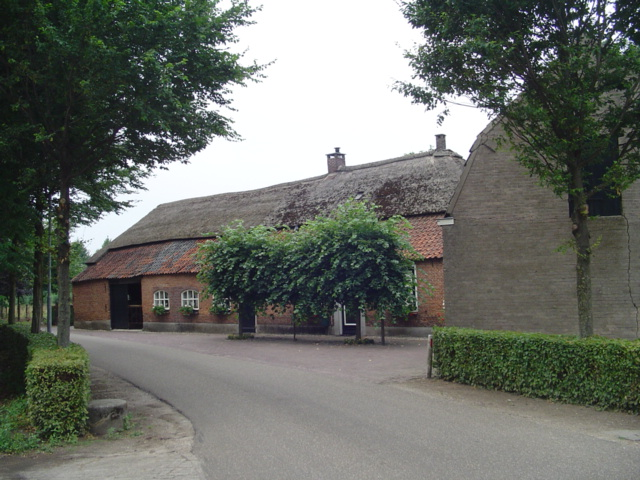
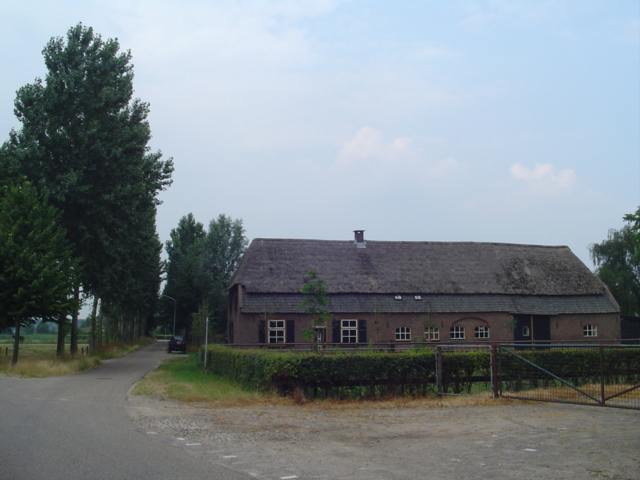